# Боденкирхен
Боденкирхен (њем. Bodenkirchen) општина је у њемачкој савезној држави Баварска. Једно је од 35 општинских средишта округа Ландсхут. Према процјени из 2010. у општини је живјело 5.361 становника. Посједује регионалну шифру (AGS) 9274120.

## Географски и демографски подаци
Боденкирхен се налази у савезној држави Баварска у округу Ландсхут. Општина се налази на надморској висини од 470 m. Површина општине износи 62,0 km².

## Становништво
У самом мјесту је, према процјени из 2010. године, живјело 5.361 становника. Просјечна густина становништва износи 86 становника/km².

## Међународна сарадња
| Мјесто | Држава    | Врста сарадње | Од    |
| ------ | --------- | ------------- | ----- |
| Венрај | Холандија | контакт       | 1960. |
| Извор  |           |               |       |